# Poieni (Alsóvidra község)
Poieni falu Romániában, Erdélyben, Fehér megyében. Közigazgatásilag Alsóvidra községhez tartozik. A DJ 762 megyei útin közelíthető meg.
A falu Szent Demeter tiszteletére emelt ortodox temploma 1612–1615 között épült, és egyike a legrégebbieknek az Erdélyi-középhegységben.
A falu az 1956-os népszámlálás előttig Alsóvidra része volt, és hozzá tartozott a jelenlegi Băi, Bordeştii Poieni, Hărăşti és Hoancă falvak területe is. 1956-ban 151, 1966-ban 126, 1977-ben 79, 1992-ben 15 lakosa volt, 2002-re teljesen elnéptelenedett: a korábban mezőgazdasággal foglalkozó lakói az iparosítás következtében költöztek el.
A középfokú oktatás 1977 körül szűnt meg, 1992-ben pedig bezárták az 1968-1970 között épített elemi iskolát is, amely 2017-ben már romokban állt. A villamos energiát 1990-ben vezették be, ivóvízhálózat nincs.
2016. októberében, Szent Demeter napján a faluból elköltözöttek és leszármazottaik találkozót tartottak, és javításokat végeztek a templomon, 2017. pünkösdjén a találkozót megismételték.
A falu területét jelenleg (2018-ban) legelőnek használják.